# Myomimus roachi
Myomimus roachi — гризун родини вовчкових (Gliridae).

## Поширення
Країни проживання: Болгарія, Греція, Туреччина (і європейська, і азійська). В основному це вид низовини. Мешкає в чагарниках і напів-відкритих місцях проживання з деревами або чагарниками, таких як сади, виноградники, живоплоти на орних землях і берегах річок. Відсутній в інтенсивно оброблюваних районах. Він більш ніж інші члени родини наземний і раціон складається здебільшого з насіння.

## Загрози та охорона
Страждає від зникнення природного середовища існування. Він включений у Додаток II і III Бернської конвенції. Цей вид не зустрічається в охоронних районах.